# Тунель під світом

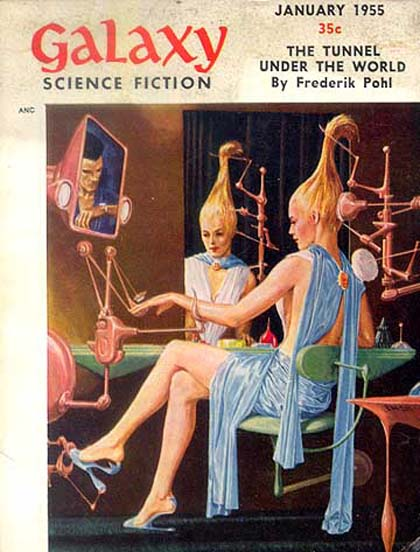
«Тунель під світом» вперше з'явився у випуску Galaxy Science Fiction за січень 1955 року

«Туне́ль під сві́том» — науково-фантастична повість американського письменника Фредерика Пола. Вперше його опублікував 1955 року на своїх сторінках журнал Galaxy Science Fiction. Часто входило в різні антології, зокрема, Золоту добу наукової фантастики, під редакцією Кінґслі Еміс (1981).

## Сюжет
Гай і Мері Буркгардт прокидаються 15 червня у своєму будинку в Тайлертоні. Їм обом приснилися жахливі кошмари, але вони не можуть пригадати що саме. Гай забуває про сон і як зазвичай вирушає на роботу, в офіс підприємства Контро Кемікалс, який розташований у центрі міста. Виробничий процес на цьому нафтохімічному заводі високо автоматизований, а всі рутинні дії виконують роботи. Але щось відбувається не так; Буркгард оточений звідусіль гучними і всепроникними рекламними вигуками, які закликають купувати все, від сигарет до морозильних камер.
Колега на ім'я Свенсон намагається поговорити з ним, але Буркхардт не звертає на нього увагу і той іде ні з чим. Прокинувшись наступного ранку, Буркхардт розуміє, що йому приснився той самий кошмар, а в календарі ця сама дата — 15 червня. Він вже знає, що станеться, коли він добереться до офісу, і що Свенсон знову спробує поговорити з ним. Це й справді відбувається.
Того вечора Буркхардт дізнається, що його підвал, здається, був розібраний і перебудований до невпізнання. І наступного ранку на дворі все ще 15 червня, хоча Буркхардт знає, що цього не може бути. Він розповідає про це, коли Свенсон знову намагається заговорити з ним. Свенсон відводить його в порожні зали хімічного заводу. Сховавшись в кімнаті в кінці довгого тунелю, він пояснює свою теорію, що можливо до цього причетні прибульці, які захопили місто з невідомих причин.
Але жоден з їхніх здогадів не є не правильним. З'ясовується, що вибухнув хімічний завод. Всі жителі Тайлертона загинули від вибуху або хімічних випарів. Дорчін, безжалісний рекламний менеджер, взяв на себе всі руїни і відновив їх у мініатюрі. Людей перебудовано у вигляді крихітних роботів, і їх використовують як піддослідних полонених для перевірки ефективності настирливих рекламних кампаній.

## Теле- і кіноверсії
Упродовж років сюжет адаптовано для декількох ЗМІ, в тому числі:
- Радіо-адаптація «Тунель під світом» 1956 року стала одним з епізодів X Minus One.
- 1966 року оповідання стало основою 2-ї серії антологічного серіалу BBC Out of the Unknown.
- За сюжетом оповідання знято італійський сюрреалістичний фільм Il tunnel sotto il mondo (1969).[1]
- Історія надихнула на створення французького студентського короткометражного фільму Le 15 Mai (1969), режисерський дебют Клер Дені.